# Suworow (Stadt)
Suworow (russisch Суворов) ist eine Stadt in der Oblast Tula (Russland) mit 18.973 Einwohnern (Stand 14. Oktober 2010).

## Geografie
Die Stadt liegt im Nordteil der Mittelrussischen Platte etwa 90 km westlich der Oblasthauptstadt Tula an der Tscherepet, einem rechten Nebenfluss der in die Wolga mündenden Oka.
Suworow ist Verwaltungszentrum des gleichnamigen Rajons.

## Geschichte
Ein Dorf mit vom Eigennamen Suwor oder Suworow abgeleiteten Namen Suworowo wurde erstmals im Dokumenten des 15. bis 16. Jahrhunderts erwähnt.
1934 begann der Abbau von Tonmineralen in der Umgebung.
Ab 1949 entstand im Zusammenhang mit der Errichtung des Tscherepet-Wärmekraftwerkes eine Arbeitersiedlung. Als Kühlwasserreservoir für das Kraftwerk wurde die Tscherepet zu einer Talsperre angestaut. Das Kraftwerk nahm 1953 den Betrieb auf, und am 12. August 1954 wurde der Siedlung das Stadtrecht in der heutigen Namensform verliehen. Am 28. Februar 1958 wurde Suworow an Stelle der Siedlung Chanino Verwaltungszentrum des Rajons.

### Bevölkerungsentwicklung
| Jahr | Einwohner |
| ---- | --------- |
| 1959 | 14.143    |
| 1970 | 16.919    |
| 1979 | 19.343    |
| 1989 | 21.885    |
| 2002 | 21.213    |
| 2010 | 18.973    |

Anmerkung: Volkszählungsdaten

## Kultur und Sehenswürdigkeiten
Die Stadt besitzt ein Heimat- und Kunstmuseum.

## Wirtschaft und Infrastruktur
In Suworow befindet sich das Tscherepet-Wärmekraftwerk (Tscherepetskaja GRES) der OGK-3 mit einer installierten Leistung von 1285 Megawatt.
Die Stadt ist Zentrum eines Gebietes mit umfangreichem Abbau von Baustoffen und Grundstoffen für die Herstellung von feuerfesten Werkstoffen, wie Tone, Kalkstein und Kies. In Suworow und den nahe gelegenen Siedlungen Tscherepet, Mitino und Chanino gibt es Betriebe der Bauwirtschaft, des Gerätebaus, der Textilindustrie sowie eine Gießerei und ein Werk für Land- und Forstwirtschaftsgeräte.
Elf Kilometer von Suworow entfernt liegt der kleine balneologische Kurort Krainka.
Die Stadt liegt an der 1941 eröffneten Eisenbahnstrecke Suchinitschi–Koselsk–Tula (Station Sbrodowo). Bereits seit 1905 führte die Schmalspurbahn (Spurweite 750 mm) Tula–Lichwin (heute Tschekalin) durch das damalige Suworowo. Dieser westlichste Streckenabschnitt wurde allerdings in den 1930er bis 1940er Jahren im Rahmen des Baus der Breitspurstrecke und der Aufstauung der Tscherepet stillgelegt (die Reststrecke abschnittsweise bis 1997).
In Suworow kreuzen sich die Regionalstraßen R95 Odojew–Goladskoje (von dort R92 weiter nach Kaluga) und R146 Tschekalin–Chanino.